# Drone Racing League

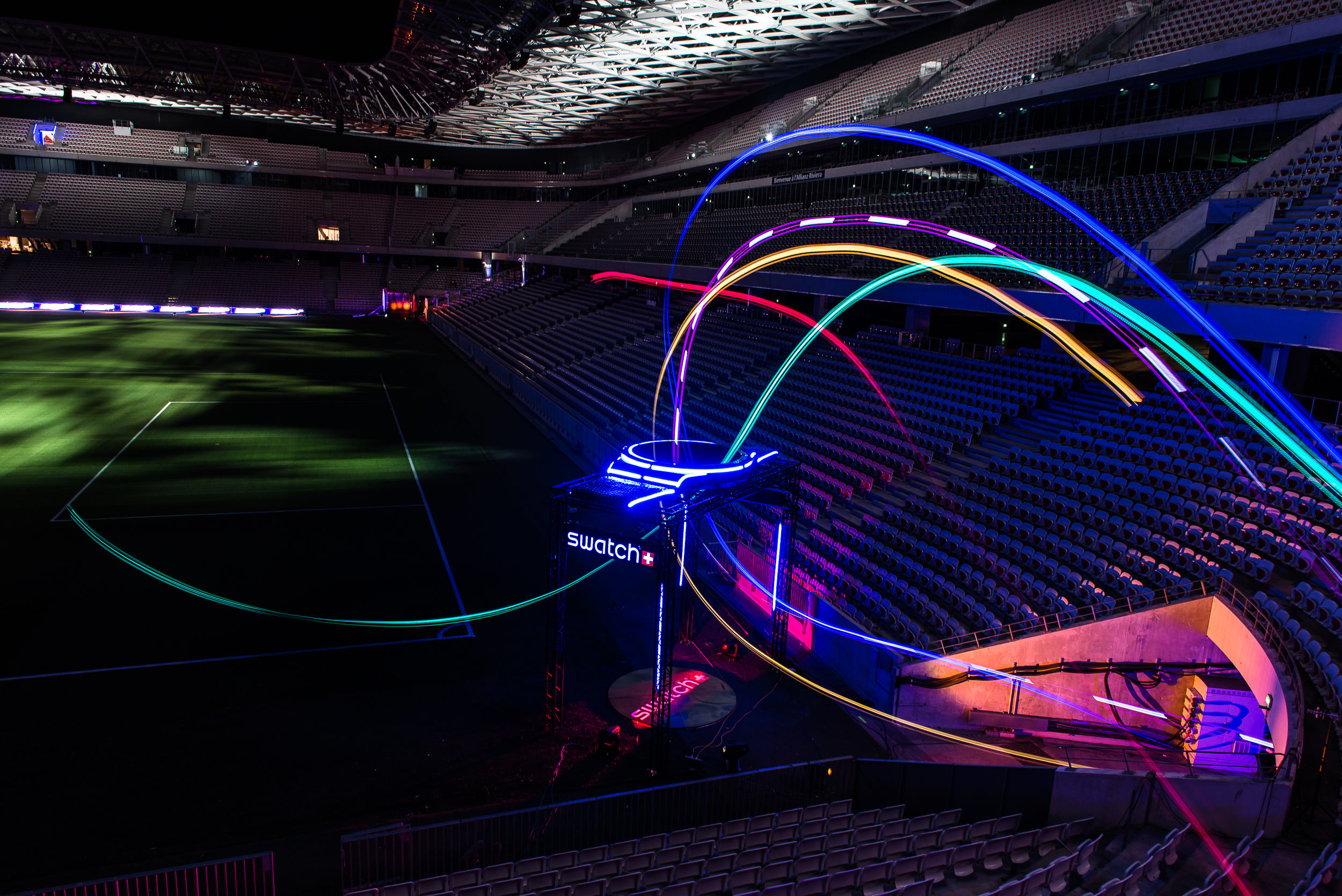
Course de drones DRL à travers la porte Swatch pendant le niveau 5: au Allianz Riviera (Nice) lors de la saison 2018 du championnat du monde DRL Allianz.

La Drone Racing League (DRL), « Ligue de course de drones » en français, est une ligue professionnelle de course de drones qui opère au niveau international,. 
Les pilotes DRL font la course  en FPV (firts personne view) (à la première personne (FPV)) avec des drones personnalisés à des vitesses supérieures à 100km/h sur des parcours en trois dimensions. 
Quartz décrit DRL comme «une course de pods de Star Wars» avec «l'espoir [de devenir] la Formule 1, la NASCAR et la MotoGP des courses de drones».
Fondé en 2015 et lancé publiquement en janvier 2016, l'événement est diffusé sur Twitter, NBC, NBC Sports, Sky Sports, ProSiebenSat.1, FOX Sports Asia, Groupe AB et OSN. D'anciens partenaires de diffusion comprennent ESPN et Disney XD,.
En 2019, la ligue en était à sa quatrième saison, « DRL Allianz », qui comprend sept courses dans des endroits tels que: le stade Allianz Riviera à Nice, France, le BMW Welt à Munich, en Allemagne et The Adventuredome à Las Vegas, Nevada.
DRL lança également le circuit AIRR (Artificial Intelligence Robotic Racing: Course robotique d'Intelligence artificielle), une série de courses de drones autonomes. Il invitera des équipes d'étudiants universitaires et de technologues à concevoir un cadre d'IA capable de piloter un drone à travers des cours DRL sans intervention humaine et de se disputer une chance de gagner 1 mm de prix.

## Historique
Le PDG et fondateur de DRL, Nicholas Horbaczewski, créa la ligue en 2015 après avoir occupé le poste de directeur des revenus de Tough Mudder . Horbaczewski racheta l'entreprise DroneKraft afin de développer un département technologique (R&D) interne,.
Horbaczewski s'associa à Ryan Gury, qui conçut et construisit les drones de la ligue; il en est le directeur des produits,. Les premiers investisseurs comprenaient le propriétaire des Miami Dolphins, Stephen Ross,.
En septembre 2016, DRL annonça des accords mondiaux de distribution avec ESPN, Sky et ProSieben, et la clôture d'un financement de série A de 12 millions de dollars, dirigé par RSE Ventures et Lux Capital. Parmi les autres investisseurs figuraient MGM Television, CAA Ventures, Hearst Ventures, Lerer Hippeau Ventures, Courtside Ventures et Strauss Zelnick,.
En février 2017, DRL annonce qu'Allianz devient le sponsor principal de son circuit international de course, la Saison de championnat du monde DRL Allianz.
Cet été-là, DRL annonce des partenaires supplémentaires, notamment Amazon Prime Video, BMW, Swatch et l'US Air Force,,, des partenariats médias étendus avec OSN, Disney XD et FOX Sports Asia, ainsi que la clôture d'un financement de 20 millions $ de la Série B, ajoutant de nouveaux investissements, notamment de WWE, Allianz, Sky, Liberty Media et CRCM Ventures,.
En 2018, DRL signe de nouveaux accords de parrainage avec Lockheed Martin et Cox Communications,, ainsi que des relations étendues avec Allianz, BMW, l'US Air Force et Fatshark,,.
En janvier 2021, DRL annonce officiellement que DraftKings recevra le label officiel de partenaire de paris. Cela permet à l'entreprise d'obtenir des avantages en termes de pari et marketing dans sa ligue.

## Technologie

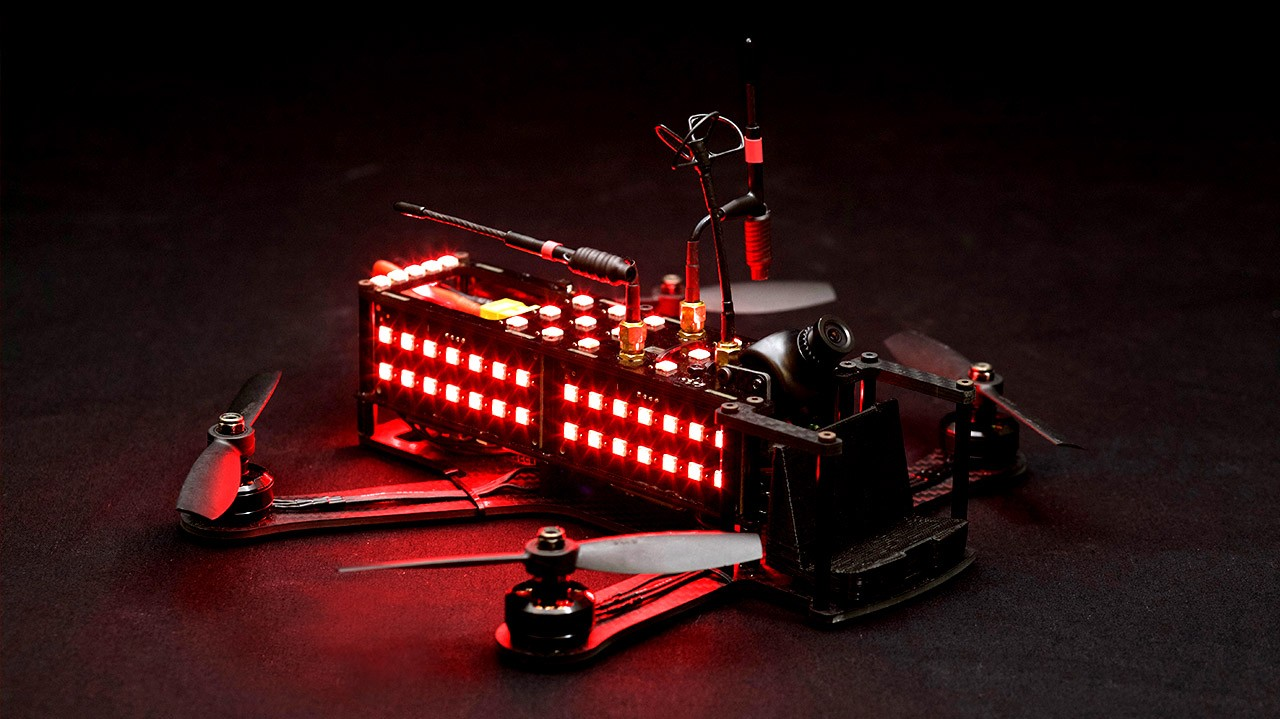
Le « Racer2 »

Son fondateur, Horbaczewski, affirme que DRL est d'abord une entreprise technologique. Le mode de fonctionnement du développement des machines est celui-ci: des ingénieurs de DRL construisent manuellement une flotte de drones de course identiques; ils développent pour cela un système radio exclusif pour permettre aux drones DRL de parcourir des parcours à grande échelle à travers huit pieds de béton, et créent un logiciel de simulation de course de drones réaliste, le DRL Simulator.
Selon Horbaczewski, DRL «développe tous [ses] drones en interne» afin de «créer des règles du jeu équitables» pour les courses. Pour Horbaczewski, «il était important de s'assurer que lorsque vous voyiez un pilote gagner une course, vous saviez que c'était le meilleur pilote, pas nécessairement celui qui pilotait un drone le plus rapide.»
Tous les drones DRL sont identiques dans les spécifications, mais sont recouverts de centaines de LED ultra-lumineuses pour aider les téléspectateurs à suivre facilement l'action. Comme décrit par Wired, les plates-formes LED «confèrent également une esthétique de type Tron aux courses.
Conçus pour la vitesse plutôt que pour la stabilité, les drones DRL diffèrent des drones commerciaux. À partir de 2020, une variante du dernier modèle piloté par les pilotes DRL est accessible au public.
Depuis son lancement, les pilotes DRL ont piloté trois types de drones: le Racer2 à partir de 2016, le Racer3 en 2017-2018 et le Racer4 à partir de 2019.

### Racer2
En 2016, DRL a voyagé avec une flotte de 100 drones Racer2 pour ses courses. Le Racer2 avait deux ou trois minutes d'autonomie, atteignant 110km/h. Le drone pesait légèrement plus lourd qu'un drone de course normal en raison des lumières LED couvrant chaque engin, nécessaires à la visibilité et à l'identification du pilote.
Les drones Racer2 avaient également des composants électroniques exposés qui les rendaient plus vulnérables aux dommages causés par les accidents.

### Racer3
En 2017, DRL a présenté le drone Racer3, piloté par des pilotes DRL tout au long des saisons de championnat du monde DRL Allianz 2017 et 2018. Le Racer3 est plus puissant et agile que le Racer2 et peut accélérer de 0 à 130 km/h en moins d'une seconde et voler jusqu'à 6-8 kilomètres.
Le Racer3 a 16 livres de poussée (~ 7: 1 de poussée car il pèse ~ 1 kg) avec une vitesse maximale d'environ 115 km/h,.
Contrairement au Racer2, le Racer3 a une coque rigide ou un auvent pour le protéger des collisions.
DRL a apporté une flotte de drones 600 Racer3 identiques à chaque course en 2018.

### RacerX
En juillet 2017, Ryan Gury et son équipe d'ingénieurs de drones conceptualisèrent et construisirent le DRL RacerX, établissant le record du monde Guinness de la vitesse au sol la plus rapide grâce à un quadricoptère télécommandé alimenté par batterie. Pesant moins de 1 kg, le RacerX a atteint une vitesse de pointe de 289 km/h; sa vitesse record officielle a été enregistrée à 263 km/h.
Les prototypes antérieurs du RacerX s'enflammaient lorsqu'ils atteignaient leur accélération maximale en raison de la quantité d'énergie utilisée (réaction chimique des éléments de la batterie).

### Racer4
Dans la 4ème saison, DRL a présenté le tout nouveau drone Racer4. Bien que visuellement similaire au Racer3, le Racer4 possède des accessoires plus grands au détriment d'un poids supplémentaire.

### Simulateur DRL
Pour élargir l'accessibilité des courses de drones, DRL créa le logiciel DRL Simulator, qui a pour mission d'aider les pilotes à mieux piloter FPV dans la vraie vie. Il est téléchargeable sur Steam. 
La simulation comprend un didacticiel de 50 missions pour aider à apprendre aux pilotes en herbe à voler avant d'acheter le drone. Une fois dans le « jeu », les pilotes peuvent piloter de vrais drones sur de vraies cartes de course DRL qu'ils ont vues à l'écran durant leur apprentissage.
La ligue organise un tournoi annuel d'esports en direct, le « Swatch DRL Tryouts », qui transforme les joueurs en pilotes professionnels du jour au lendemain. Le gagnant de la compétition gagne une place en tant que pilote officiel de l'équipe Swatch dans The Drone Racing League avec un contrat professionnel de 75 000 $. Parmi les recrues pilotes des Tryouts: Jacob «Jawz» Schneider et Emmanuel «UFO» Mota,.

## Reconnaissances
- Fast Company désigne DRL comme l'une de ses entreprises les plus innovantes et la troisième entreprise de sport la plus innovante en 2017, la classant parmi Amazon, Google et Apple[50].
- Classé par Ad Age comme la «Startup à suivre» 2017[51].
- Cynopsis Sports Media a nommé DRL le plus innovant dans la production sportive en 2017[52].
- Les Edison Awards reconnaissent DRL comme le meilleur des jeux technologiques en 2018[53].
- Sports Technology Awards a nommé DRL comme le meilleur Esport de 2018[54].

## Voir également
- Course de drones
- Drones
- Vue à la première personne (radiocommande)
- Avion radiocommandé
- es: Carreras de dron